# خافي فلوريس
خافيير «خافي» فلوريس سانتا كروز (مواليد 9 فبراير 1986 في قرطبة، الأندلس) هو لاعب كرة قدم إسباني، يلعب لنادي إلتشي في مركز خط الوسط المهاجم.

## وصلات خارجية
- خافي فلوريس على موقع قاعدة بيانات كرة القدم.إي يو (الإنجليزية)
- خافي فلوريس على موقع Soccerway.com (الإنجليزية)
- خافي فلوريس على موقع كووورة
- خافي فلوريس على موقع AS.com (الإسبانية)

- BDFutbol profile
- Futbolme profile (بالإسبانية)
- Transfermarkt profile
- PlayerHistory profile